# Lístvenni (Khabàrovsk)
|  | Per a altres significats, vegeu «Lístvenni». |

Lístvenni (en rus: Лиственный) és un poble (un possiólok) del krai de Khabàrovsk, a Rússia, que el 2012 no tenia cap habitant. Pertany al districte rural de Verkhnebureïnski.